# Тазит
«Тазит» — незавершена поема Олександра Пушкіна, написана між 1829—1830 роками, опублікована після його смерті 1837 року.

## Сюжет
Дія поеми відбувається на Кавказі. Великий герой — син вождя черкесів, вихований у Чечні. Він повертається в рідну сім'ю і відкидає черкеські традиції: відмовляється мститись за загиблого брата. Тоді рідне плем'я виганяє Тазита. Поема залишилася незавершеною, але в одному з варіантів фіналу головний герой зустрічається із християнським місіонером.

## Історія створення
Пушкін написав окремі глави поеми «Тазит» наприкінці 1829 — початку 1830 років разом із іншими творами про Кавказ. Згодом він закинув роботу над поемою. Її текст був складений Василем Жуковським після смерті Пушкіна з чорнових нарисів, які в деяких випадках суперечили один одному.
Поема створювалася під час перебування Пушкіна на Кавказьких водах, де він зупинявся ненадовго по дорозі в Арзрум, але по дорозі назад пробув там із 14 серпня до 8 вересня, 1829 року. Під час свого перебування він цікавився побутом горців-черкесів племені адиги і їхньою гілкою абадзехів (адехи у цій поемі).
Поема заснована на звичаї «аталичності».

## Публікація
Вперше поема під назвою «Галуб» була опублікована вже після смерті Пушкіна в журналі «Сучасник», т. VII, 1837 року. Ім'я батька було спотворено з «Гасуба» до «Галуба» з невідомих причин.